# Clot de les Arboceres
El Clot de les Arboceres és un clot del municipi de Castell de Mur, al Pallars Jussà, a l'antic terme de Guàrdia de Tremp, en terres del poble de Cellers.
Està situat al sud-oest de Cellers, en el curs mitjà del barranc del Bosc. És al vessant sud-oest del Serrat Pedregós, en el tram on hi ha el Pas de la Boixoga, més a ponent, i el Pas de l'Arbocera, més a llevant. És al nord i dessota del Planell de les Boixeroles.